# Adrián Bastía
Adrián Bastía (Gobernador Crespo, 20. prosinca 1978.) je argentinski nogometaš.
Karijeru je započeo 1997. u Racingu iz Buenos Airesa. 2001. osvojio je Aperturu.
2003. odlazi u španjolski RCD Espanyol. Ali nije postao standardni igrač katalonskog kluba. Prešao je u ruski FK Saturn. Igrao je u sastavu s Argentincima Nicolasom Pavlovichem, Lucasom Pusinerijom i Danielom Montenegrom. Nastupao je u Rusiji jednu sezonu.
2005. postao je igrač Estudiantesa. Nakon toga vratio se u Racing.